# Aureliano Bolognesi
Aureliano Bolognesi (Genova, 15 novembre 1930 – Genova, 30 marzo 2018) è stato un pugile italiano, campione olimpico dei pesi leggeri alle Olimpiadi di Helsinki del 1952.

## Carriera

### Tra i dilettanti
Nato nel quartiere genovese di Sestri Ponente, ha avuto un'ottima carriera pugilistica nella categoria dei dilettanti. È stato campione italiano nei pesi leggeri nel 1951 a Bologna e nel 1952 a Trieste. Convocato da Steve Klaus per i giochi olimpici di Helsinki del 1952, ha battuto al primo turno il "guanto d'oro" statunitense Bobby Bickle	(2:1), ai quarti di finale l'ungherese Istvan Juhasz (2:1), in semifinale il finlandese Erkki Pakkanen (3:0) e, in finale, la medaglia di bronzo uscente il polacco Aleksy Antkiewicz (2:1), sempre ai punti. L'anno successivo è giunto in finale ai Campionati mondiali militari di Monaco di Baviera contro il francese Seraphin Ferrer ma non salì sul ring e dovette accontentarsi della medaglia d'argento.
Ha concluso la carriera dilettantistica con l'incredibile record di 146 vittorie, una sola sconfitta e quattro pari.

### Tra i professionisti
Passato professionista nel 1954, Bolognesi vinse i primi tredici match, tutti combattuti in Italia. Alla prima trasferta all'estero pareggiò a Stoccolma contro il finlandese Leo Lindberg. Dopo altre due vittorie casalinghe incappò nella prima sconfitta, finendo KO ad Imperia contro il non irresistibile tunisino Mohamed Ben Alì. Combatté altre tre volte, con due vittorie e un pari, poi fu nuovamente sconfitto prima del limite, il 1º ottobre 1956 a Cremona dal mediocre Mafaldo Rinaldi per una lussazione alla spalla. Ciò lo indusse a ritirarsi dal pugilato a soli 26 anni.